# مهماندار عليا
مهماندار عليا هي قرية في مقاطعة ملكان، إيران. عدد سكان هذه القرية هو 108 في سنة 2006.